# Weildorf (Teisendorf)
Weildorf ist ein Gemeindeteil des Marktes Teisendorf im Landkreis Berchtesgadener Land in Oberbayern. Bis zur Eingemeindung nach Teisendorf zum 1. Mai 1978 war es eine selbstständige Gemeinde.

## Geographie
Das ehemalige Pfarrdorf liegt auf einem Höhenrücken, begrenzt von der Großen und der Kleinen Sur zwischen dem Markt Teisendorf und der Stadt Freilassing.
Seit 1974 pflegt der Ort eine Dorfpartnerschaft mit Weildorf in Baden-Württemberg.

## Geschichte
Die Kirche Mariä Himmelfahrt in Weildorf stammt aus dem Jahr 1429 und war längere Zeit Sitz einer Wallfahrt. Im Jahr 1786 wurde zur besseren seelsorgerischen Betreuung der Wallfahrer ein Vikariat errichtet (das 1876 zur Pfarrei erhoben wurde). Bis 1803 gehörte der damalige Wallfahrtsort Weildorf zum Erzstift Salzburg, dann bis 1809 zum Herzogtum Salzburg. Am 19. September 1810 fiel es mit dem Rupertiwinkel an Bayern. Mit dem Gemeindeedikt von 1818 wurde die Landgemeinde Weildorf gegründet, die folgende Orte umfasste:
| - Amersberg - Arnolding - Eichham - Englham - Haag - Hörafing - Hubmühle - Kaltenbach - Kothbrünning - Kumpfmühle | - Malzleiten - Moosleiten - Neulend - Oberhub - Oberndorf - Oberreut - Öd - Offenwang - Paradies - Patting | - Reut - Schlacht - Seeleiten - Stockach - Stötten - Unterholzen |

Bis zum 1. Mai 1978 war Weildorf eine selbstständige politische Gemeinde. Seitdem ist sie ein Gemeindeteil von Teisendorf.

## Sehenswürdigkeiten
In der Liste der Baudenkmäler in Teisendorf sind für Weildorf neun Baudenkmäler aufgeführt.
Die Kirche Mariä Himmelfahrt (Weildorf) ist eine spätgotische Saalkirche von 1429, die besonders durch die gut erhaltene Gewölbemalerei bekannt ist.